# Théâtre du Marais

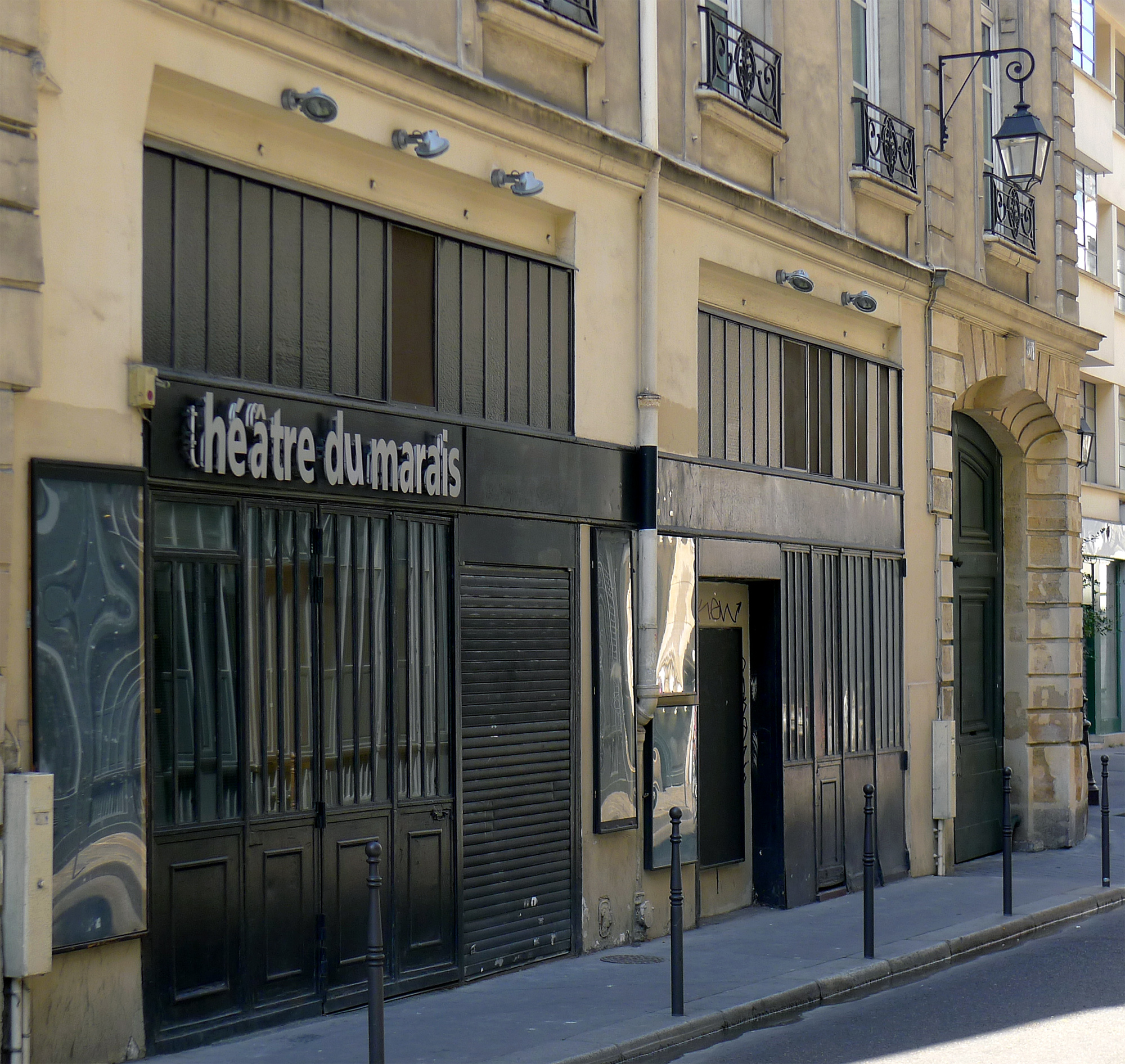
Het huidige Théâtre du Marais

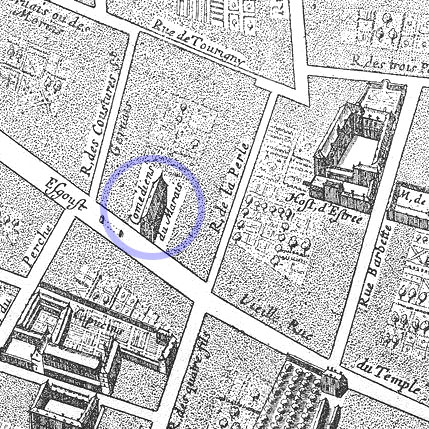
Het Théâtre du Marais op de Gomboust-kaart van Parijs uit 1652

Het Théâtre du Marais, genoemd naar de wijk, was de naam van verschillende theaters en theatergezelschappen in Parijs, Frankrijk.
Het originele en beroemdste theater met deze naam was actief in de 17e eeuw. De naam werd opnieuw in 1791 gebruikt voor een revolutionair theater. Het huidige Théâtre du Marais is gevestigd in Parijs op het adres Rue Volta 37 in het derde arrondissement.